# Greg Fisher
Greg Fisher ist ein britischer Spezialeffektekünstler. Er arbeitet vor allem als Colorist bei Animationsfilmen.

## Leben
Greg Fisher startete seine Karriere bei Technicolor London. Anschließend ging er nach Skandinavien, wo er für Digital Film Lab in Dänemark und Digital Film in Finnland an zahlreichen Werbespots mitarbeitete. Ab 2001 arbeitete er an zahlreichen Filmen als Digital Artist und Animator mit.
2014 kam er zu Company 3 in London, für die er an zahlreichen Filmen mitarbeitete. Zu seinen bekanntesten Arbeiten zählt der James-Bond-Film Spectre. 2020 arbeitete er an Der einzig wahre Ivan mit, für die er zusammen mit Nick Davis, Ben Jones und Santiago Colomo eine Oscarnominierung für die Besten visuellen Effekte erhielt.

## Filmografie (Auswahl)
- 2001: Hannibal
- 2001: Harry Potter und der Stein der Weisen (Harry Potter and the Philosopher’s Stone)
- 2001: Black Hawk Down
- 2002: Monte Cristo
- 2002: Harry Potter und die Kammer des Schreckens (Harry Potter and the Chamber of Secrets)
- 2003: Lara Croft: Tomb Raider – Die Wiege des Lebens (Lara Croft Tomb Raider: The Cradle of Life)
- 2004: Harry Potter und der Gefangene von Askaban (Harry Potter and the Prisoner of Azkaban)
- 2004: Alien vs. Predator
- 2008: Die Chroniken von Narnia: Prinz Kaspian von Narnia (The Chronicles of Narnia: Prince Caspian)
- 2010: Wolfman
- 2010: Kampf der Titanen (Clash of the Titans)
- 2010: Die Chroniken von Narnia: Die Reise auf der Morgenröte (The Chronicles of Narnia: The Voyage of the Dawn Treader)
- 2010: Harry Potter und die Heiligtümer des Todes – Teil 1 (Harry Potter and the Deathly Hallows – Part 1)
- 2011: Harry Potter und die Heiligtümer des Todes – Teil 2 (Harry Potter and the Deathly Hallows – Part 2)
- 2011: Pirates of the Caribbean – Fremde Gezeiten (Pirates of the Caribbean: On Stranger Tides)
- 2011: X-Men: Erste Entscheidung (X-Men: First Class)
- 2012: Zorn der Titanen (Wrath of the Titans)
- 2012: Prometheus – Dunkle Zeichen (Prometheus)
- 2013: Jack and the Giants
- 2013: Percy Jackson – Im Bann des Zyklopen (Percy Jackson: Sea of Monsters)
- 2014: Maleficent – Die dunkle Fee (Maleficent)
- 2014: Guardians of the Galaxy
- 2015: San Andreas
- 2015: Terminator: Genisys
- 2015: James Bond 007: Spectre
- 2016: The Jungle Book
- 2016: Legend of Tarzan
- 2020: Der einzig wahre Ivan (The One and Only Ivan)